# Баташёв, Родион Иванович
Родион Иванович Баташёв (около 1711—1754-1756) — металлозаводчик, представитель династии Баташёвых, отец Андрея и Ивана Баташёвых.

## Биография
Младший сын тульского заводчика Ивана Тимофеевича Баташёва.
В 1734 году получил в наследство от отца Тулецкий железный завод.
Его старший брат, Александр, оспаривал это решение.
После смерти старшего брата, в 1740 году, выкупил ранее принадлежавший ему Медынский железный завод («в совершенной ветхости») в Острожном.
В 1751(50) году Родион Баташев строит на реке Извери Изверский молотовый завод. Завод использовал железные руды из местных месторождений.
Продукцию отправляли в Петербургский порт через Гжатскую пристань.
По сенатскому указу от 1754 года все винокуренные, стекольные и металлургические заводы в радиусе 200 верст от Москвы должны быть остановлены и разобраны.
Под действие указа попали все три завода Баташёвых: Тулецкий, Медынский и Изверский.
Однако по дополнительным постановлениям от 1754 и 1755 годов было разрешено оставить заводы для поставок железа и чугуна для казённых тульских оружейных заводов.
В 1756 году по личной просьбе А. И. Шувалова Медынский и Изверский заводы все таки были закрыты.
После смерти отца его сыновья, Андрей и Иван Баташёвы, были вынуждены развивать производство заново.